# Blandine Ebinger
Blandine Ebinger (Blandine Ebinger Hassenpflug), née Blandine Loeser le 4 novembre 1899 à Berlin (Allemagne) et morte dans cette même ville le 25 décembre 1993 , est une actrice, chanteuse et compositrice allemande.

## Biographie

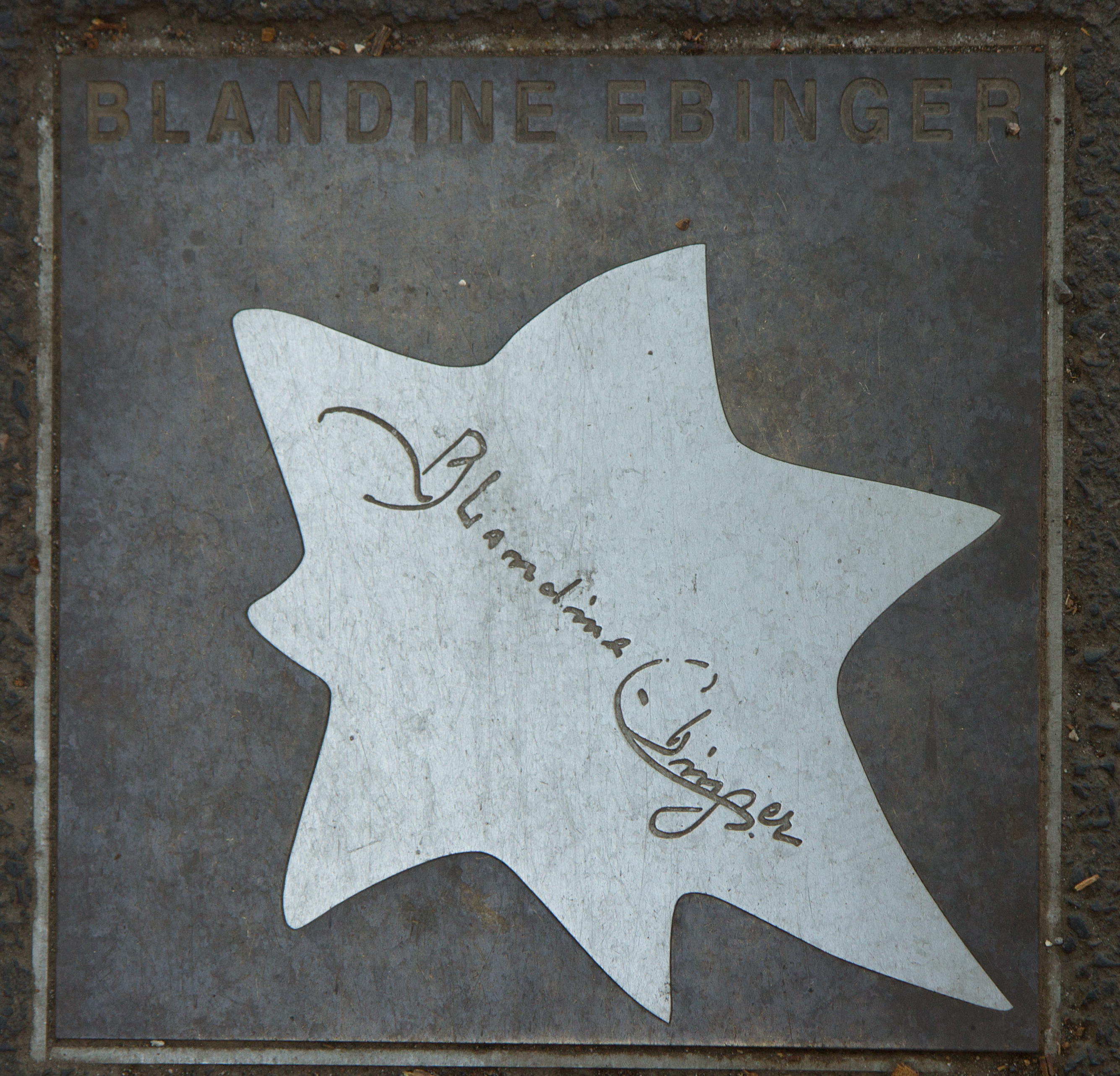
Walk of Fame of Cabaret.

Morte en 1993, Blandine Ebinger est enterrée au Waldfriedhof de Berlin-Dahlem.

## Filmographie

### Au cinéma

#### Films muets
- 1917 : Der Vetter aus Mexiko de Ferry Sikla
- 1919 : Der Knabe in Blau de Friedrich Wilhelm Murnau
- 1919 : Prinz Kuckuck de Paul Leni
- 1921 : L'Homme sans nom (de) de Georg Jacoby
- 1921 : Die Ratten de Hanns Kobe  (d'après la pièce Die Ratten de Gerhart Hauptmann)
- 1922 : Mysterien eines Frisiersalons de Bertolt Brecht et Erich Engel
- 1925 : Die Blumenfrau vom Potsdamer Platz (de) de Jaap Speyer
- 1926 : Tête haute, Charly ! de Willi Wolff
- 1930 : Cyankali (de) d'Hans Tintner (de)

#### Films sonores
- 1932 : Das schöne Abenteuer de Reinhold Schünzel
- 1932 : Histoires fantastiques (de) de Richard Oswald
- 1932 : Kitty schwindelt sich ins Glück d'Herbert Juttke
- 1933 : Kleiner Mann – was nun? (de) de Fritz Wendhausen
- 1934 : Da stimmt was nicht (de) d'Hans H. Zerlett
- 1935 : Es flüstert die Liebe de Géza von Bolváry
- 1937 : Der Biberpelz (en) (d'après Gerhart Hauptmann) de Jürgen von Alten
- 1938 : Le Défi (Der Berg ruft!) de Luis Trenker
- 1948 : L'Affaire Blum d'Erich Engel
- 1950 : Épilogue - Le mystère de l'Orplid (Epilog – Das Geheimnis der Orplid) d'Helmut Käutner
- 1950 : Die Treppe (en) d'Alfred Braun et Wolfgang Staudte
- 1951 : La Hache de Wandsbek (de) de Falk Harnack
- 1951 : Le Sujet de Sa Majesté (Der Untertan - d'après Heinrich Mann) de Wolfgang Staudte
- 1954 : Das ideale Brautpaar de Robert A. Stemmle
- 1954 : Annette de Tharau (Ännchen von Tharau) de Wolfgang Schleif
- 1954 : La Mouche (Die Mücke) de Walter Reisch
- 1955 : L'Espion de Tokyo (de) (Verrat an Deutschland) de Veit Harlan
- 1955 : Vatertag (de) d'Hans Richter
- 1955 : Tant qu'il y aura des jolies filles (Solang’ es hübsche Mädchen gibt) d'Arthur Maria Rabenalt
- 1956 : La Voix que j'aime (de) (Die Stimme der Sehnsucht) de Thomas Engel
- 1958 : Tonnerre sur Berlin (Fräulein) de Henry Koster
- 1958 : Jeunes Filles en uniforme (Mädchen in Uniform) de Géza von Radványi
- 1959 : Alle Tage ist kein Sonntag d'Helmut Weiss
- 1959 : Der letzte Fußgänger (de) de Wilhelm Thiele
- 1960 : Der Tod im Apfelbaum de Wilhelm Semmelroth (téléfilm)
- 1960 : Le Dernier Témoin (Der letzte Zeuge) de Wolfgang Staudte
- 1961 : Drôle de menteur (Der Lügner) de Ladislas Vajda
- 1962 : L'Irrésistible célibataire (Bekenntnisse eines möblierten Herrn) de Franz Peter Wirth
- 1962 : Liebe will gelernt sein (de) de Kurt Hoffmann
- 1967 : Peau d'espion d'Édouard Molinaro
- 1970 : Wir – zwei (de) d'Ulrich Schamoni
- 1971 : Le Diable vint d'Akasava (Der Teufel kam aus Akasava) de Jesús Franco
- 1972 : Hauptsache Ferien (de) de Peter Weck
- 1988 : Blandine – eine Lebensmusik d'Horst Königstein